# 브루노 슈트레켄바흐
브루노 슈트레켄바흐(Bruno Streckenbach, 1902년 2월 7일 ~ 1977년 10월 28일)는 독일의 친위대 장군이었다. 친위대 중장 (SS-Gruppenführer), 무장 친위대 중장 (Generalleutnant der Waffen-SS) 및 경찰 중장 ((Generalleutnant der Polizei) 이었으며, 제국보안본부의 인사 국장, 무장경찰기동대 (Einsatzgruppen)의 지휘관, 무장 친위대의 사단장 등을 지냈다.

## 생애
슈트레켄바흐는 1902년, 함부르크에서 세관 직원 한스 슈트레켄바흐 (Hans Streckenbach)의 아들로 태어났다. 실과 김나지움 겔레르텐슐레 데스 요하네움스 (Gelehrtenschule des Johanneums) 에 입학했으나, 제1차 세계 대전 말기인 1918년 9월, 독일군의 일원으로 전쟁터에 나섰다. 전후에는 자유군단에 참여하였으며, 수입 업계, 자동차 업계, 라디오국 등에서 일하였다.
1930년 12월 1일, 슈트레켄바흐는 민족사회주의 독일 노동자당 (NSDAP) 에 입당하였고, 다음 해 9월 1일에 친위대 (SS) 에 입대하였다. 나치 정권이 성립된 뒤인 1933년, 함부르크 게슈타포의 구성원이 되었다. 1939년 4월에는 친위대 소장 (SS-Brigadeführer)으로 승진하였으며, 폴란드 침공 때, 폴란드에 파견돼 무장경찰기동대의 부대를 지휘하며 반역자의 총살에 가담하였다. 슈트레켄바흐는 폴란드 침공 후, 베를린으로 돌아와 1939년 9월, 라인하르트 하이드리히가 제국보안본부를 세우면서, 이 본부의 제1국 (인사국) 국장이 되었다. 동부 전선에서 무장경찰기동대의 조직에 큰 역할을 하여, 하인리히 힘러나 하이드리히의 명령을 현지의 지휘관에게 전달하였다.
1941년 9월, 친위대 중장 및 경찰 중장으로 승진하였고, 다음 해 6월에 라인하르트 하이드리히가 영국의 체코인 암살 부대의 습격에 의해 사망하면서, 힘러가 제국보안본부 장관을 겸했으나, 이때 슈트레켄바흐가 장관 대리를 맡아, 제국보안본부의 실무를 담당하였다. 1942년 12월, 무장 친위대에 배속 원서를 냈고, 전속은 용서되었으나, 일반 친위대 (Allgemeine SS)에서 계급을 계승하는 것은 인정되지 않고, 친위대 소위로 격하되었다. 훈련을 받은 뒤, 1943년 3월에 8 SS기병사단 플로리안 가이어 (8.SS-Kavallerie-Division Florian Geyer) 에 배속되었으며, 1943년과 1944년에 두 차례에 걸쳐 플로리안 가이어의 사단장으로 활동하였다. 1944년 4월부터 나치 독일이 항복할 때까지 19 SS무장 수류탄병 사단 (제2 라트비아) (19th Waffen Grenadier Division of the SS (2nd Latvian))의 사단장을 맡았으며, 백엽 기사철십자장을 수여받았다.
전후에는 소련군에 잡혀, 1952년에 징역 25년을 선고받았으나, 1955년에 석방되어 그 후 서독으로 이주하였다. 서독에서도 기소가 예정되었으나, 1974년에 건강상의 이유로 심리가 중지되었다. 1977년, 함부르크에서 사망하였다.

## 같이 보기
- 특수작전집단 (Einsatzgruppen)

| 전임 집단지도자 헤르만 페겔라인 | 제5대 제8SS기병사단 플로리안 가이어 사단장 1943년 9월 13일 – 1943년 10월 22일 | 후임 집단지도자 헤르만 페겔라인 |

| 전임 집단지도자 헤르만 페겔라인 | 제7대 제8SS기병사단 플로리안 가이어 사단장 1944년 1월 1일 – 1944년 4월 13일 | 후임 여단지도자 구스타프 롬바르트 |

| 전임 연대지도자 프리드리히빌헬름 보크 | 제3대 친위대 제19(제2라트비아)무장척탄병사단 사단장 1944년 4월 13일 – 1945년 5월 8일 | 후임 (폐지) |